# Джерело б/н (Верхній Студений)
Джерело б/н — гідрологічна пам'ятка природи місцевого значення. Об'єкт розташований на території Пилипецької сільської громади Хустського району Закарпатської області, с. Верхній Студений.
Площа — 0,3 га, статус отриманий у 1984 році.
Охороняється джерело мінеральної води та прилегла територія. Вода вуглекисла, гідрокарбонатно-кальцієва. Загальна мінералізація - 1,6 г/л. Мікроелемент - марганець. Використовується для лікування захворювань органів травлення.